# 알코올성 간질환
알코올성 간질환은 과음으로 인해 발생하는 간질환을 말한다. 

## 증상
- 황달
- 무증상
- 발열
- 복통
- 오심
- 피로
- 식욕부진
- 위장관 출혈
- 구토
- 복수